# Tele Columbus
Die Tele Columbus AG ist ein börsennotiertes Unternehmen im Bereich Kabelfernsehen und Telekommunikation. Es handelt sich dabei um einen Tier-3-Provider. Die Leistungen von Tele Columbus werden seit September 2017 unter der neugeschaffenen Dachmarke PŸUR angeboten.

## Aktivität
Die Tele-Columbus-Gruppe betreut bundesweit etwa 3,6 Millionen angeschlossene Haushalte. Tele Columbus hat im Herbst 2013 seine sogenannte Grundverschlüsselung für digitale Programme abgeschafft. Für Verschlüsselungen wurde seit 2008 das Zugangsberechtigungssystem NDS Videoguard verwendet. Daneben verschlüsselte Tele Columbus bis auf Weiteres mit Conax im Simulcrypt-Verfahren.
Seit September 2015 hat Tele Columbus erstmals auch Mobilfunkprodukte ins eigene Portfolio integriert, die zu den „2er“ und „3er“ Kombitarifen buchbar sind. Der Mobilfunknetzpartner war hierbei Drillisch, der Mobile Virtual Network Operator (MVNO) für den Bitstrom-Zugriff (MBA), also MVNO-MBA, welcher den Kunden von Tele Columbus das O2-Netz zur Verfügung stellte.

## Geschichte
Seit 1985 fungiert die Tele Columbus mit Sitz in Berlin als Holding für Kabel-Servicegesellschaften in Deutschland, die mit unterschiedlichen Konzepten in Städten und Regionen für einen Fernseh- und Hörfunkempfang sorgte und dabei auch mit der Wohnungswirtschaft kooperierte. Die Unternehmen der Tele-Columbus-Gruppe bieten analoges Kabelfernsehen, Digitalfernsehen, Internetzugang und Kabel-Telefonie über das Breitbandkabel.
Im Jahr 1994 wurde Tele Columbus von VEBA übernommen, dann 1999 von der Deutschen Bank und schließlich 2003 an eine Investorengruppe verkauft. 2005 übernahm Unitymedia (ursprünglich Unity Media) die damalige Tele Columbus.

### Escaline Holding und Orion Cable
Ein Konsortium aus Investmentfirmen und Banken (Aletheia Capital Partners, ABN AMRO Ventures, Kingsbridge Capital Management GP, Quilvest, Alcentra und Société Générale) gründete 2005 die Orion Cable GmbH als Tochter der Luxemburger Escáline S. a. r. l. und erwarb für 629 Millionen Euro zunächst über 50 Prozent des Kabelnetzbetreibers EWT GmbH von der Familie Stritzl; wenig später wurden die verbliebenen Anteile erworben. 2006 übernimmt Orion Cable die Tele-Columbus-Gruppe von Unity Media; gleichzeitig wurde ein Teil der Gruppe an die Regionalbetreiber ish und Kabel BW veräußert.
Seit 2007 treten Tele Columbus und ewt gegenüber den Kunden unter einem einheitlichen Marken-Design auf, erweitern das Produktprogramm und ändern ihre Ausrichtung vom technisch orientierten Infrastrukturbetreiber zum kundenzentrierten Telekommunikationsdienstleister.
Im September 2007 erwarb Orion Cable knapp 91 Prozent der Anteile an der Primacom, mit dem Wunsch, das Unternehmen mit der Tele-Columbus-Gruppe zu fusionieren. Die Integrationsversuche von Orion Cable wurden im Jahr 2009 gestoppt, da die Integrationserfolge zum damaligen Zeitpunkt als zu gering eingeschätzt wurden.
Die Orion Cable hatte zu diesem Zeitpunkt etwa 3,2 Millionen Kunden, aber auch 1,7 Milliarden Euro Schulden. Die Tele-Columbus-Gruppe hatte alleine etwa eine Milliarde Euro Schulden.

### Gescheiterte Übernahme durch Kabel Deutschland

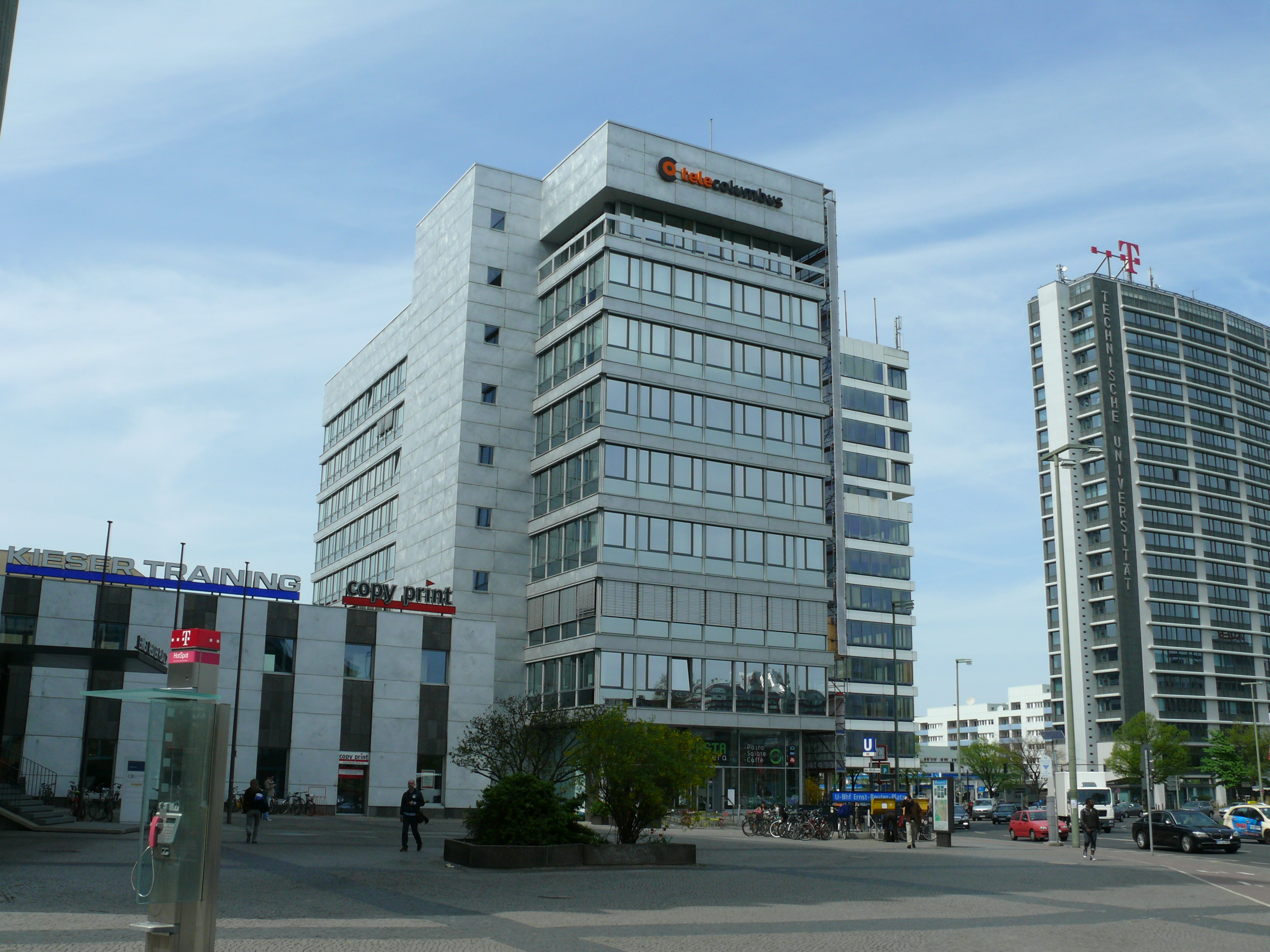
Tele-Columbus-Haus am Ernst-Reuter-Platz in Berlin

Im Sommer 2009 gab die Orion Cable ihre Absicht bekannt, die Tochtergesellschaft Tele Columbus Group verkaufen zu wollen, um selber der Insolvenz zu entgehen. Im Dezember 2009 erwarb schließlich ein Gläubigerkonsortium aus Hedgefonds und Banken das Unternehmen für nur 2,5 Millionen Euro. Am 21. Mai 2012 wurde bekannt, dass Tele Columbus für 618 Millionen Euro von der Kabel Deutschland AG übernommen werden sollte. Die endgültige Zustimmung zur Übernahme musste allerdings vom Bundeskartellamt erteilt werden. Anfang Dezember 2012 gab das Bundeskartellamt eine Pressemitteilung heraus, in der der Zusammenschluss kritisch beurteilt wurde. Eine endgültige Entscheidung sollte zunächst bis zum 16. Januar 2013 getroffen werden, das Kartellamt verlängerte die Frist allerdings bis zum 15. Februar 2013. Kabel Deutschland teilte nach dieser Frist mit, dass man auf die Übernahme verzichten werde. Das Unternehmen ging davon aus, dass das Bundeskartellamt den Zusammenschluss untersagen würde, da Kabel Deutschland die geforderten Auflagen aus wirtschaftlichen Gründen nicht erfüllen könne.

### Börsengang
Tele Columbus ist seit dem 23. Januar 2015 im regulierten Markt und Prime Standard an der Frankfurter Wertpapierbörse notiert. Die Kapitalerhöhung zum Börsengang erbrachte einen Bruttoerlös von 367 Mio. Euro. Zwischen dem 23. Juni 2015 und dem 18. März 2019 und erneut seit dem 14. Juli 2020 ist die Aktie Bestandteil des SDAX. Zum 21. Dezember 2020 scheidet die Aktie wieder aus dem SDAX aus.

### Übernahmen

Logo von Pÿur

Im Juli 2015 übernahm Tele Columbus die Primacom GmbH, zu diesem Zeitpunkt viertgrößter Kabelnetzbetreiber in Deutschland, und erreichte damit die Größenordnung von 2,8 Mio. angeschlossenen Haushalten. Im November des gleichen Jahres akquirierte das Unternehmen auch den Kabelnetzbetreiber Pepcom und erhöhte seine Kundenbasis auf 3,7 Mio. angeschlossene Haushalte. Die Übernahmen wurden unter anderem mit einer Kapitalerhöhung von 383 Mio. finanziert. Tele Columbus ist nach den Übernahmen weiterhin der drittgrößte deutsche Kabelnetzbetreiber.
Seit 4. Oktober 2017 sind ihre Marken Tele Columbus, primacom, HL komm und pepcom unter dem Namen Pÿur zusammengefasst. Der Buchstabe Ÿ (Y mit Trema) ist ein seltener Buchstabe des lateinischen Schriftsystems im Deutschen, Französischen und Ungarischen. Laut Marketingchef Tobias Schmidt soll Pÿur wie das englische „pure“ ausgesprochen werden und für Einfachheit und Leistung stehen. Pressesprecher Rudoph Attlfellner sprach von einem „frechen Doppelpunkt“. Der Name des Unternehmens bleibt unverändert Tele Columbus.

### Einstieg von United Internet
Im Februar 2016 hat United Internet erklärt, eine Beteiligung in Höhe von 9,8 % an Tele Columbus erworben und unter dem Vorbehalt der kartellrechtlichen Freigabe einen Vertrag über den Erwerb von weiteren 15,31 % abgeschlossen zu haben. Bereits im März 2016 wurde die Übernahme der weiteren Anteile kartellrechtlich genehmigt. Damit ist United Internet mit einem Aktienanteil von 29,7 % der größte Einzelaktionär von Tele Columbus.

### Übernahme durch Kublai
2021 übernahm die Kublai GmbH die Tele Columbus AG vollständig. Hinter der Kublai GmbH stand mehrheitlich die Hilbert Management GmbH als mittelbare Tochtergesellschaft der Morgan Stanley Infrastructure Partners. United Internet erwarb durch die Abgabe seines Aktienpakets einen Anteil an Kublai, der sich auf 40 % des Unternehmens belaufen haben soll. Mit der Übernahme stellte Kublai eine Kapitalerhöhung von 475 Mio. Euro bereit, womit ein Teil der Verbindlichkeiten abgetragen werden sollte. Zusätzlich wurden weitere 75 Mio. Euro für den Ausbau der Glasfaserinfrastruktur bereitgestellt. Innerhalb von 10 Jahren sollten insgesamt 3 Mrd. Euro investiert werden, wovon zwei Drittel in den Netzausbau gehen sollten. Die Verschuldung sollte unter das 5-fache des operativen Gewinns sinken.
Im November 2023 investierte Kublai weitere 200 Mio. Euro in das Unternehmen. Im Gegenzug wurden Kredite und Anleihen bis 2028 verlängert.
Im ersten Quartal 2024 führte die Hilbert Management GmbH mit der eigenen Stimmenmehrheit eine Kapitalerhöhung der Kublai GmbH um 300 Millionen Euro aus Mitteln der Morgan Stanley Infrastructure Inc. durch. Dadurch verwässerte der Wert der von United Internet gehaltenen Anteile auf 5 %, wogegen United Internet mit Stand Juni 2024 ein vertragliches Verwässerungsschutzverfahren und eine Prüfung des Unternehmenswertes durch ein Schiedsgericht veranlassen wollte. Von weiteren Investitionen in die Kublai GmbH nahm United Internet nach Willen von Vorstand und Aufsichtsrat Abstand.